# Vekoslav Kramarič
Vekoslav Kramarič, slovenski fotograf in založnik,  * 1902, Novo mesto, † 1984, New York.
Leta 1909 sta se z mamo odselila v Ljubljano, kjer je kasneje končal gimnazijo in trgovsko akademijo. Po koncu študija je ustanovil trgovino s pisarniškimi potrebščinami in razglednicami, leta 1931 pa je odprl še obrt pokrajinskega fotografa.
V letih od 1926 do 1945 je deloval kot ljubljanski fotograf in založnik razglednic, ki so jih prodajali po vsej Sloveniji. Posnel je razglednice skoraj vseh slovenskih krajev razen primorskih, ki so v tem času spadali pod Kraljevino Italijo. Precejšnji del njegove zapuščine je ohranjen.